# Сундарев, Валерий Петрович
Вале́рий Петро́вич Су́ндарев (род. 14 июля 1961, Еманжелинск, Челябинская область, СССР) — российский джазовый музыкант, гитарист, аранжировщик, композитор, лауреат Государственной премии Челябинской области в сфере культуры и искусства (2021). С 2018 года — художественный руководитель джазового ансамбля «Уральский диксиленд».

## Начало карьеры
Родился в 1961 году в городе Еманжелинске Челябинской области в семье горняка Петра Павловича Сундарева и технолога швейной фабрики Людмилы Александровны Ведерниковой.
В 1975 году семья переехала в Челябинск, Валерий на «отлично» окончил музыкальную школу по классу баяна, занимался боксом, увлекался музыкой The Beatles, Deep Purple, Led Zeppelin, Pink Floyd. Под руководством педагога Александра Шевыряева освоил гитару, играл в школьном ВИА.
После школы поступил на филологический факультет Челябинского педагогического института, где во время учёбы «открыл» для себя джаз: услышал пластинку трио Джо Пасса, Оскара Питерсона и Нильса-Хеннинга Эрстеда Педерсена. Начал скрупулёзно «снимать» приёмы разных гитаристов джаза: Джо Пасса, Уэса Монтгомери, Пэта Мэтини, Майка Стерна.
Окончив в 1983-м ЧГПИ, работал учителем литературы в школе, служил в армии. В 1987 году решил профессионально заняться музыкой. Играл в эстрадных ансамблях челябинских ресторанов.
С 1989-го пел в Камерном хоре под управлением Валерия Михальченко в Челябинской филармонии.
В 1992 году получил приглашение войти в состав группы «Ариэль». С «Ариэлем» выступал на международном фестивале в американском городе Литл-Роке, собравшем 40 тысяч зрителей и исполнителей из США, Германии, Японии, Тайваня, Африки. Россию представляли «Ариэль» и певец Андрей Мисин, их выступления встретили тёплый приём. Каждый член группы стал почётным гражданином Литл-Рока. В том же году гастролировали в Германии, выступали на Кёльнском телевидении. В 1993-м на лейбле Krasnyj Klin Music Records записали альбом Privet!.

## Джазовая деятельность
Работая в эстрадном коллективе, Валерий Сундарев не оставлял занятий джазом, играл в трио с контрабасистом Владимиром Риккером и барабанщиком Борисом Савиным. В 1994 году после выступления на челябинском международном джазовом фестивале трио пригласил стать ритм-секцией ансамбля «Уральский диксиленд» джазовый музыкант, трубач Игорь Бурко. Сундарев также сотрудничал с биг-бендом Станислава Бережнова, ансамблями саксофониста Валерия Нагорного (с 1992-го) и флейтиста Георгия Анохина (с 1994-го). В «Уральском диксиленде» стал музыкальным руководителем, аранжировщиком, гитаристом, банджистом (тенором-банджо овладел специально для работы в ансамбле) и с которым, по выражению журналиста Юрия Богатенкова, у него началась «европейская эпопея» на несколько лет.
Диксиленд получил контракт в Нидерландах, выступал в разных странах Европы, принял участие в Guinness Cork Jazz Festival (1995), North Sea Jazz Festival (1996), Brecon Jazz Festival (1996), Internationales Dixieland Festival Dresden (1999) и десятках других джазовых фестивалей в Нидерландах, Бельгии, Франции, Германии, Швеции, Англии, Ирландии, Дании, Шотландии и других. Записал серию компакт-дисков, в числе которых альбом Oh Mo' nah! с певцом и трубачом Нэтом Гонеллой и певицей Берил Брайден.
На концертных площадках встречался с американским саксофонистом Скоттом Хэмилтоном, английскими тромбонистом Крисом Барбером и гитаристом Джоном Маклафлином, американскими джазовыми гитаристами Полом Болленбеком, Баки Пиццарелли, органистом Джоем де Франческо и другими.
В России Сундарев помимо постоянной концертной деятельности с «Уральским диксилендом» выступал со своим квартетом (к трио Сундарева, Риккера и Савина добавился пианист Аркадий Эскин), сотрудничал с российскими и зарубежными гастролёрами Алексеем Кузнецовым, Дениз Перье, Игорем Бутманом, Даниилом Крамером, Олегом Петриковым, Андреем Кондаковым, Полом Болленбеком, Джулиет Келли, Алексеем Подымкиным, принимал участие в записях челябинских исполнителей Владимира Батракова, Ольги Сергеевой, рок-групп «Арт», «Томас». По окончании европейского ангажемента в составе «Уральского диксиленда», собственных авторских проектов и соло в Челябинске стал постоянным участником джазового фестиваля «Какой удивительный мир», выступал в Москве, Санкт-Петербурге, Екатеринбурге, Оренбурге, Саранске, Кирове, Томске, Якутске, Норильске, Сочи, Крыму, Казахстане, Белоруссии, Израиле, Германии.
В составе «Уральского диксиленда» работают первоклассные профессионалы. <...> Как всегда, внимание публики умело удерживалось введением в череду «вечнозелёных» пьес классики традиционного джаза вокальных номеров, где блистал ироничным, но стилистически точным подходом поющий гитарист «УД» Валерий Сундарев.Кирилл Мошков
В 1997 году создал джазовое трио с барабанщиком Сергеем Соколовым и басистом Валерием Секретовым, периодически к трио присоединялся саксофонист Лев Орлов. За два года ансамбль с концертами объехал всю Челябинскую область. Местное телевидение сняло о нём документальный фильм.
В 1999-м Валерий Сундарев организовал свой первый сольный концерт: представил программу Four Ways of Life («Жизнь в четырёх измерениях») в Челябинском камерном театре.
Поскольку гитара является краеугольным камнем моей жизни, то главные её функции (сольная партия, трио и квартет) олицетворяют эти самые четыре направления...Валерий Сундарев
В 2000 году в джаз-клубе «Cotton» исполнил вторую сольную программу Tribute to Duke Ellington, посвящённую столетию Дюка Эллингтона.

В 2004-м с большим успехом прошла серия концертов-посвящений Пэту Мэтини Tribute to Pat. Для этого проекта Валерий Сундарев специально собрал ансамбль Plаy: Виктор Риккер — барабаны, Игорь Борискин — перкуссия, Константин Щеглов и Леонард Спадавеки — клавишные, вокал, Максим Кореневский — бас-гитара, Игорь Петров и Валерий Сундарев — гитара. Дебютные концерты «Plаy» состоялись в челябинских клубах «Светлое прошлое» и «Такси-блюз», а главный — в Муниципальном центре «Театр + кино». Проект не стал разовым. Коллектив регулярно выступал на международных фестивалях «Какой удивительный мир» в Челябинске и «Джаз-Бомонд» в Костанае, на клубной сцене, аккомпанировал зарубежным артистам. Спустя год Play уже не ограничивал свой репертуар никакими стилевыми рамками, исполнял всё, что относится к джазу и блюзу.
Разнообразным остался и репертуар трио Сундарева, состав которого менялся. На роль басу играли Владимир Риккер, Сергей Корчагин, в последние годы с Сундаревым работает Станислав Бернштейн. После кончины Бориса Савина в 2006-м на барабанах в трио попеременно играют Виктор Риккер или Игорь Борискин. В ряде случаев трио обходится без ударных. Так, в 2010 году, когда Валерий Петрович готовил сольную программу-посвящение американскому пианисту и вокалисту Нэту Кингу Коулу Dear Mr. Colе, то в составе (наряду с басом Бернштейна) зазвучало фортепиано Константина Щеглова.
В 2011 году значительным событием музыкальной жизни Челябинска стал бенефис Валерия Сундарева в честь 50-летнего юбилея артиста. В многочасовом концерте приняли участие ансамбли «Уральский диксиленд», Live’R’Pool, «Шико», L-band и «Лимонное дерево», солисты камерного оркестра «Классика», пианист Марат Габбасов.
Знание эстетики и стилистики рок-музыки Сундареву пригодилось в ряде других проектов. В 2010-м вместе с тюменским гитаристом Андреем Злояном он организовал джаз-рок-квартет, выступал с ним в Тюмени, Екатеринбурге, Челябинске, Сургуте. Вспомнить юность под звуки песен The Beatles и Deep Purple пришлось в 2012-м, когда музыканту предложили стать одним из солистов Live’R’Pool. Постоянно играя в клубах, группа стала ведущим музыкальным составом челябинского международного фестиваля «Весенний beat» (с 2013 года), выступала с мастерами мировой джазовой, блюзовой и рок-сцены, среди которых пианист Андрей Кондаков, певец Сергей Манукян, гитарист Руди Ротта (Италия), вокалисты Биг Мама Монтсе (Испания) и Андреас Геффарт (Германия) и другие.
В числе важных проектов Сундарева-солиста — участие в концертах симфонического оркестра Челябинского театра оперы и балета имени М. И. Глинки, в ходе которых он аккомпанировал популярным артистам эстрады и театра: Ларисе Долиной, Тамаре Гвердцители, Ольге Кабо, Нине Шацкой.
В 2015—2016 годах Валерий Сундарев возглавлял Всероссийский фестиваль гитарной музыки «Гитарные форумы». Идея его организации зародилась благодаря многочисленным выступлениям с разными гитаристами. Фестивальные концерты проводились в Челябинске, Кыштыме, Миассе, посёлке Коктебель. Партнёрами базового фестивального ансамбля Валерия Сундарева, Константина Корчагина и Виктора и Владимира Риккеров приглашали ведущих российских гитаристов Алексея Кузнецова, Андрея Злояна, Сергея Чашкина, Ильдара Казаханова.
После ухода из жизни в 2018 году народного артиста России Игоря Бурко Сундарев стал художественным руководителем ансамбля «Уральский диксиленд». Ныне в его составе продолжает гастрольную и концертную деятельность в России и за рубежом. В 2018 году выступал на джазовых фестивалях в Латвии, Болгарии, Сербии, Израиле, Казахстане, в 2019 и 2020 — в Москве, Санкт-Петербурге, Екатеринбурге. Стал продюсером двух альбомов ансамбля Favorites (2018) и «От Москвы до Рио» (2020).
В 2020-м во время карантина, связанного с пандемией коронавируса, вместе с директором «Уральского диксиленда» Натальей Риккер организовал онлайн-дискуссию на тему «Что такое джазовая импровизация? Мифы и правда». Собеседниками Сундарева стали директор музыкального факультета Университета Луисвилла — Школы Джейми Эберсолда, профессор, джазовый саксофонист Майкл Трейси (США), консул по культуре Генерального консульства США в Екатеринбурге Мэтью Томпсон и джазовый саксофонист и педагог Самир Камбаров. С помощью системы видеоконференцсвязи музыкантам удалось не только пообщаться, но и вместе музицировать.

## Награды
- Лауреат государственной премии Челябинской области в сфере культуры и искусства в 2021 году (30 ноября 2021) — за вклад в развитие музыкального искусства